# Паралия Скотинас
Паралия Скотинас (на гръцки: Παραλία Σκοτίνας, катаревуса: Παραλία Σκοτίνης, Паралия Скотинис, в превод Плаж на Скотина) е крайбрежно село в Егейска Македония, Гърция, дем Дион-Олимп в административна област Централна Македония.

## География
Паралия Скотинас е разположено на 35 km югоизточно от град Катерини, на морския бряг, веднага северно от Паралия Пантелеймона. В превод името на селото означава Плаж на Скотина.

## История
Селището е регистрирано за пръв път в преброяването от 1971 година.
Населението на селото е заето основно в сферата на туризма.
| Година    | 1913 | 1920 | 1928 | 1940 | 1951 | 1961 | 1971 | 1981 | 1991 | 2001 | 2011 | 2021 |
| --------- | ---- | ---- | ---- | ---- | ---- | ---- | ---- | ---- | ---- | ---- | ---- | ---- |
| Население |      |      |      |      |      |      | 47   | 103  | 108  | 67   | 66   | 100  |